# Wilhelm von Gayl (General)

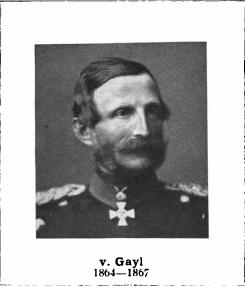
Wilhelm von Gayl (1814–1879)

Wilhelm Karl Friedrich Freiherr von Gayl (* 21. April 1814 in Berlin; † 11. Januar 1879 ebenda) war ein preußischer General der Infanterie.

## Leben

### Herkunft
Er war der Sohn des späteren preußischen Generalmajors Friedrich von Gayl (1776–1853) und dessen Ehefrau Charlotte Sophie Concordie, geborene Barz (1786–1872).

### Militärkarriere
Gayl besuchte die Stadtschule in Kolberg und absolvierte anschließend die Kadettenanstalten in Kulm und Berlin. Am 10. August 1831 wurde er als Sekondeleutnant dem 2. Infanterie-Regiment der Preußischen Armee in Stettin überwiesen. Vom 1. Oktober 1835 bis 31. Juli 1838 kommandierte man ihn zur weiteren Ausbildung an die Allgemeine Kriegsschule. Daran schloss sich von April 1841 bis September 1842 eine Kommandierung zum Lehr-Infanterie-Bataillon sowie am 22. Mai 1845 seine Beförderung zum Premierleutnant an. Als solcher war Gayl vom 1. August 1848 bis 31. März 1849 Kompanieführer beim 2. Landwehr-Bataillon in Stralsund. Nach seiner Rückkehr zu seinem Stammregiment wurde er am 13. November 1849 mit der Beförderung zum Hauptmann zum Kompaniechef ernannt. Es folgte am 16. Mai 1857 die Beförderung zum Major und am 10. November 1857 die Ernennung zum Kommandeur des Füsilier-Bataillons.
Zum 29. April 1862 schied Gayl als Oberstleutnant aus dem Armeedienst, trat zur Marine über und fungierte dort als Kommandeur des 633 Mann starken Seebataillons. Noch vor dem Beginn des Krieges gegen Dänemark trat er zum 9. Januar 1864 wieder in die Armee zurück und wurde zum Kommandeur des 6. Rheinischen Infanterie-Regiments Nr. 68 in Koblenz ernannt, das kurz darauf seine neue Garnison in Luxemburg bezog. Am Krieg gegen Dänemark nahm das Regiment nicht teil, da es zur Grenzsicherung in Luxemburg verblieb. Dort wurde Gayl am 25. Juni 1864 zum Oberst befördert.
Nachdem sein Regiment am 5. Mai 1866 anlässlich des Deutschen Krieges den Mobilmachungsbefehl erhalten hatte, verlegte der Verband über Konz nach Köln und von dort zum Versammlungspunkt des VIII. Armee-Korps nach Halle (Saale), wo es Ende des Monats eintraf. Mit der 15. Division nahm Gayl bei der Elbarmee an den Schlachten von Münchengrätz und Königgrätz teil und wurde am 20. September 1866 für seine Leistungen mit dem Kronenorden III. Klasse mit Schwertern ausgezeichnet.
Unter Stellung à la suite gab Gayl am 5. März 1867 das Kommando über das Regiment ab, wurde Kommandeur der 1. Infanterie-Brigade in Königsberg und kurz darauf am 18. April 1867 zum Generalmajor befördert. Mit dieser Brigade nahm Gayl während des Krieges gegen Frankreich zunächst am 14. August an der Schlacht bei Colombey, vom 31. August bis 1. September 1870 an der Schlacht von Noisseville sowie an der  Belagerung von Metz teil. Noch vor dem Fall der Festung erhielt Gayl das Kommando über das vor Verdun eingesetzte Truppendetachement. Seine Anstrengungen führten letztlich dazu, dass der französische Kommandant den preußischen Truppen unter Gayls Führung die Festung Verdun am 8. November 1870 übergab. Zwischenzeitlich mit beiden Klassen des Eisernen Kreuzes sowie dem Mecklenburgischen Militärverdienstkreuz ausgezeichnet, war Gayl ab 29. Dezember 1870 Führer eines Truppendetachements in Lothringen. Am 5. Januar 1871 beauftragte man ihn mit der Führung der 1. Infanterie-Division. Diese führte Gayl am 19. Januar 1871 noch in der Saint-Quentin.
Nach dem Friedensschluss folgte am 23. Mai 1871 seine Ernennung zum Kommandeur dieses Großverbandes und die Beförderung zum Generalleutnant am 18. August 1871. Gayl gab die Division am 15. März 1873 an Generalmajor Kuno von der Goltz ab, wurde Kommandant von Rastatt und stieg schließlich am 22. März 1874 zum Gouverneur der Festung auf. In Würdigung seiner langjährigen Verdienste erhielt er am 18. Januar 1875 den Roten Adlerorden I. Klasse mit Eichenlaub. Am 5. Mai 1876 wurde Gayl von seinem Posten entbunden und unter Verleihung des Charakters als General der Infanterie mit Pension zur Disposition gestellt.
Er wurde nach seinem Tod auf dem Garnisonsfriedhof Hasenheide beigesetzt.

### Familie
Gayl heiratet am 17. September 1844 in Pommerensdorf Elise von Dassel (1820–1899). Aus der Ehe gingen fünf Söhne hervor:
- Egon (1845–1929), preußischer General der Infanterie, ⚭ 1887 Elisabeth von Berg (* 1862)
- Franz (1847–1921), preußischer Generalmajor, ⚭ 1876 Sophie Le Tanneur von Saint-Paul (1857–1933)
- Friedrich (1848–1917), preußischer Hauptmann, ⚭ 1887 Charlotte Freiin von und zu Egloffstein (* 1854)
- Georg (1850–1927), preußischer General der Infanterie, Ritter des Ordens Pour le Mérite
- Barnim (* 1855), preußischer Oberstleutnant, ⚭ 1892 Charlotte Freiin von Ende (* 1869)

Der spätere Reichsinnenminister Wilhelm von Gayl war sein Enkel.